# Kim Bodnia
Kim Bodnia (Copenhague, Distrito de Copenhague, 12 de april de 1965) es un actor danés. Obtuvo reconocimiento internacional por su participación en la serie de televisión El puente, donde interpretó al detective Martin Rohde.

## Biografía
Kim Bodnia creció en la localidad de Espergærde, cerca de Copenhague. Durante su adolescencia practicó distintos deportes, destacándose en atletismo y fútbol. Su ambición de convertirse en atleta quedó truncada a los 16 años, a raíz de una herida en el pie.
Abandonando el deporte, Bodnia se interesó por el teatro y en 1987 ingresó a la Escuela nacional de teatro (Statens Teaterskole), siguiendo las recomendaciones de su madre.

## Filmografía
| Año           | Película                                       | Personaje           |
| ------------- | ---------------------------------------------- | ------------------- |
| 1989          | En Afgrund Af Frihed                           | Bouncer             |
| 1993          | Bulldozer                                      | Samson              |
| 1994          | Nattevagten                                    | Jens                |
| 1996          | Pusher                                         | Frank               |
| 1997          | Den Sidste Viking                              | Sigbard             |
| 1999          | Bleeder                                        | Leo                 |
| 1999          | In China They Eat Dogs                         | Harald              |
| 2001          | Øyenstikker                                    | Eddie               |
| 2002          | Old Men In New Cars: In China They Eat Dogs II | Harald              |
| 2002          | Himmelfall                                     | Johannes            |
| 2004          | Den Gode Strømer                               | Jens                |
| 2004          | Monstertorsdag                                 | Skip                |
| 2004          | Inkasso                                        | Claus               |
| 2005          | Opbrud                                         | Philip              |
| 2006          | The Journals of Knud Rasmussen                 | Peter Freuchen      |
| 2007          | Ekko                                           | Simon               |
| 2008          | Nefarious                                      | Elkiar              |
| 2008          | Frygtelig Lykkelig                             | Jørgen Buhl         |
| 2008          | Kandidaten                                     | Claes Kiehlert      |
| 2009          | Vølvens Forbandelse                            | Harald Blåtand      |
| 2009          | Julefrokosten                                  | Buller              |
| 2010          | Caroline: Den Sidste Resje                     | Johan               |
| 2010          | Tomme Tønner                                   | Dansken             |
| 2010          | Min Bedste Fjende                              | Dansklærer          |
| 2010          | Hævnen                                         | Lars                |
| 2010          | Sandheden Om Mænd                              | Johnny              |
| 2011          | Tomme Tønner 2 - Det Brune Gullet              | Dansken             |
| 2011          | Delhi Belly                                    | Vladimir Dragunsky  |
| 2012          | Caroline: Den sidste rejse                     | Johan               |
| 2012          | Love Is All You Need                           | Leif                |
| 2012          | Mamma er en superhelt                          | Axel                |
| 2012          | Rendezvous in Kiruna                           | John - le biker     |
| 2013          | All for Two                                    | William Lynge       |
| 2013          | Skytten                                        | Rasmus Holm Jensen  |
| 2013          | The Stranger Within                            | Masked Kidnapper    |
| 2013          | A Very Unsettled Summer                        | Alex                |
| 2013          | Krigarnas ö                                    | Martin              |
| 2014          | Serena                                         | Unknown             |
| 2014          | The Veil of Twilight                           | Bergtor             |
| 2014          | Rosewater                                      | Rosewater           |
| 2015          | August                                         | August              |
| 2018-2022     | Killing Eve                                    | Konstantin Vasiliev |
| 2021-presente | The Witcher                                    | Vesemir             |
| 2024          | Young Woman and the Sea                        | Henry Ederle        |